# Касатонов Ігор Володимирович
Ігор Володимирович Касатонов (нар. 10 лютого 1939, Владивосток, РСФСР) — радянський і російський військово-морський діяч, командувач Чорноморського флоту ВМФ СРСР і Росії (1991—1992), 1-й заступник Головнокомандувача ВМФ Росії (1992—1999), адмірал, кандидат військових наук.

## Життєпис
Рід Касатонових походив із Курської губернії, батько — адмірал флоту Володимир Касатонов.
1956 року, після закінчення середньої школи зі срібною медаллю, вступив до Чорноморського вищого військово-морського училища, яке закінчив з відзнакою 1960 року за спеціальністю «ракетне озброєння».
Починав службу лейтенантом на есмінці Чорноморського флоту «Гневный». 1961 року здійснив на есмінці «Упорный» морський перехід з Чорного моря навколо Європи, а потім — Північним морським шляхом на базу Тихоокеанського флоту (ТОФ). На «Гневном» командував батареєю крилатих ракет, провів 6 успішних бойових пусків.
1966 року заочно закінчив Севастопольський приладобудівний інститут. 1967 закінчив Вищі спеціальні офіцерські класи ВМФ СРСР.
1969 — призначений командиром великого протичовнового корабля «Проворный» Чорноморського флоту.
1972 року, після закінчення Військово-морської академії, прийняв командування новим великим протичовновим кораблем «Очаків», достроково отримавши звання капітан 2 рангу.
1975—1977 і 1979—1980 — начальник штабу Чорноморського флоту. 1979 закінчив Військову академію генштабу збройних сил.
З 1980 року командував 30-ю дивізією кораблів Чорноморського флоту. З квітня 1982 року по квітень 1988 командував Кольською флотилією різнорідних сил.
З 9 квітня 1988 року по 14 вересня 1991 року — заступник командувача Північного флоту СРСР, очолював перший (після закінчення Другої світової війни) візит радянських військових кораблів в США.
З вересня 1991 року по 26 вересня 1992 року — командувач Чорноморського флоту ВМФ СРСР і Росії.
26 вересня 1992 року призначений 1-м заступником Головнокомандувача ВМФ Росії. З 1999 року — в запасі.
Працює радником начальника Генерального штабу ЗС РФ. Дійсний член Петровської академії наук і мистецтва.

## Нагороди
- орден Червоної Зірки
- орден «За службу Батьківщині у ЗС СРСР» II ступеня
- орден «За службу Батьківщині у ЗС СРСР» III ступеня
- орден «За військові заслуги»
- орден «За морські заслуги» (2014)
- медалі
- Почесний громадянин міста Петергофа (1996)
- Почесний громадянин міста Полярного Мурманської області (2004)